# 阿萨慕丁·阿基尔
阿萨慕丁·阿基尔（1985年4月16日—）， 是马来西亚职业足球运动员，司职边锋。现效力于马来西亚超级足球联赛的吉打达鲁阿曼。

## 荣誉

### 俱乐部
彭亨
- 马来西亚杯冠军：2013年、2014年
- 马来西亚足总杯冠军：2014年
- 马来西亚慈善盾冠军：2014年

柔佛DT
- 马来西亚足总杯冠军：2016年
- 马来西亚慈善盾冠军：2016年
- 马来西亚超级足球联赛冠军：2016年、2017年
- 马来西亚杯冠军：2017年

吉打达鲁阿曼
- 马来西亚杯冠军：2019年

### 国家队
马来西亚国家队
- 2014年东南亚足球锦标赛亚军